# Philoponella para
Philoponella para là một loài nhện trong họ Uloboridae.
Loài này thuộc chi Philoponella. Philoponella para được miêu tả năm 1979 bởi Opell.